# Улица Капотня
У́лица Капо́тня (до 24 сентября 2013 года — проекти́руемый прое́зд № 5175 и проекти́руемый прое́зд № 5467) — улица в Юго-Восточном административном округе города Москвы на территории района Капотня.

## История
Улица получила современное название 24 сентября 2013 года, до переименования называлась проекти́руемый прое́зд № 5175 и проекти́руемый прое́зд № 5467.

## Расположение
Улица Капотня проходит от улицы Верхние Поля на юго-запад, не доходя до Москва-реки, поворачивает на юг, затем на восток, с юга к ней примыкает 1-й Капотнинский проезд, улица Капотня проходит далее, поворачивает на юг и снова на восток, с юга к ней примыкает 2-й Капотнинский проезд, улица Капотня проходит до МКАД, за которой продолжается как улица Энергетиков города Дзержинский. К улице Капотня с юга примыкают 1-й квартал Капотня (между Москва-рекой и 1-м Капотнинским проездом) и 2-й квартал Капотня (между 1-м Капотнинским проездом и 2-м Капотнинским проездом). Между улицей Верхние Поля, улицей Капотня и МКАД расположен Московский нефтеперерабатывающий завод. Нумерация домов начинается от улицы Верхние Поля.

## Транспорт

### Автобус
- 54, 95, 655, 655к: от 1-го Капотнинского проезда до МКАД и обратно.
- 112, 112э, С9: от улицы Верхние Поля до 1-го Капотнинского проезда и обратно.
- 305: от улицы Верхние Поля до МКАД и обратно.
- 1063: от улицы Верхние Поля до МКАД (только в сторону улицы Энергетиков).

### Метро
- Станция метро «Братиславская» Люблинско-Дмитровской линии — западнее улицы, на пересечении Мячковского бульвара и улицы Перерва.
- Станция метро «Люблино» Люблинско-Дмитровской линии — северо-западнее улицы, на пересечении Краснодарской и Совхозной улиц.
- Станция метро «Марьино» Люблинско-Дмитровской линии — западнее улицы, на пересечении Люблинской улицы с Новомарьинским и Новочеркасским бульварами и Новомарьинской улицей.